# Mentale Rotation
Unter Mentaler Rotation versteht man eine gedankliche Operation, die aus der Betrachtung zwei- oder dreidimensionaler Objekte eine Vorstellung entwickelt, welchen Anblick sie nach einer Drehung bieten würden. Diese Fähigkeit ist in der Kognitionspsychologie viel untersucht worden.

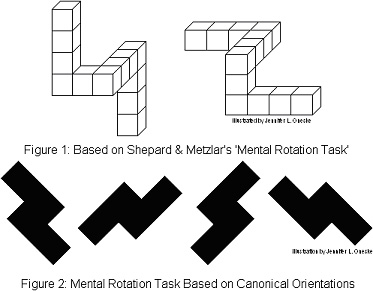
Aufgabe zur mentalen Rotation: Handelt es sich jeweils um denselben Gegenstand nur in unterschiedlichen Ansichten?

Mentale Rotation ist eine Komponente der Raumkognition und wird in der Regel in der rechten Gehirnhälfte verarbeitet. Typische Tests (MRT, Mentaler Rotationstest) bestehen aus einer Referenzfigur und einer Vergleichsfigur. Die Aufgabe der Probanden besteht dann darin, zu entscheiden, ob die Vergleichsfigur durch Drehen in verschiedenen Raumrichtungen in die Referenzfigur überführt werden kann, also zu entscheiden, ob beide Abbildungen den gleichen Gegenstand zeigen könnten.
Die Leistung bei Tests hängt vom Winkel der Rotation ab und beträgt typisch zwischen ca. 1 s für kleine Winkel bis hin zu ca. 5 s für Verdrehungen von 180 Grad. Die mittlere Erkennungszeit bei Männern ist dabei je nach variiertem Merkmal ca. 0,1 bis 1 s besser als bei Frauen. Diese mentale Fähigkeit zählt zu den wenigen, bei denen ein grundsätzlicher, d. h. nicht anerzogener, geistiger Unterschied zwischen den Geschlechtern vermutet worden ist. Es gibt aber auch Studien, die zeigen, dass der Leistungsunterschied durch positive bzw. negative Überzeugungen beeinflusst werden kann (also auch durch soziale Stereotypisierung der Geschlechter). Eine gewisse Trainierbarkeit, vor allem bei Defiziten, wurde ebenfalls nachgewiesen.

## Wichtige Forschung
Roger N. Shepard und Jacqueline Metzler (1971) entdeckten das Phänomen als erste. Sie konnten zeigen, dass die Dauer, die es braucht, um eine Würfelfigur mental zu drehen, einer echten Rotation entspricht: Je weiter zwei Figuren gegeneinander verdreht sind, desto länger braucht es auch, eine Entscheidung über gleich bzw. ungleich zu fällen. Damit trugen sie einen wichtigen Beitrag zur sogenannten Imagery-Debatte bei: Die mentale Rotation, sprich die reine Vorstellung einer Drehung, entspricht exakt einer wirklich physikalisch durchgeführten Drehung. Dies ist ein Hinweis darauf, dass die Vorstellung und Wahrnehmung in ihren Grundzügen gleich sind. Mittels funktioneller Magnetresonanztomographie ist es nun möglich festzustellen, welche Bereiche im Gehirn mit mentaler Rotation korrespondieren:
So gibt es v. a. Aktivierungen in den Brodmann-Arealen 7A and 7B, dem Striatum, der Handsomatosensorik und dem Frontallappen.

## Geschlechtsunterschiede
Mentale Rotation ist diejenige kognitive Komponente, die am zuverlässigsten und am deutlichsten immer wieder Geschlechtsunterschiede zugunsten der Männer zeigt. Es zeigt sich aber auch, dass die Fähigkeit zur mentalen Rotation bei Studierenden der Geisteswissenschaften durchschnittlich schlechter ausgeprägt ist als bei Studierenden der Naturwissenschaften, so dass z. B. eine Informatikstudentin durchaus besser abschneiden kann als ein Soziologiestudent (Peters et al. 2006).

## Testverfahren
Die wichtigsten Testverfahren zur Untersuchung der Fähigkeit zur mentalen Rotation sind der sog. Vandenberg-und-Kuse-Test sowie der daraus entstandene Mental-Rotation-Test von Peters und Kollegen.